# Сатаплійський заповідник
Сатаплі́йський запові́дник — заповідник у Цхалтубському муніципалітеті Грузії. Розташований на горі Сатаплі в південно-західній частині Головного Кавказького хребта.
Заповідник був заснований у 1935 р., в сучасних межах — 1957 р. Заповідник створений для охорони листопадно-вічнозелених лісів колхідського типу, пам'яток геології та археології. Площа території заповідника становить 354 га, з яких 348 га займають ліси.
Рельєф заповідника гірський, клімат близький до субтропічного. У колхідських лісах заповідника ростуть тис, колхідський самшит, колхідський падуб, лавровишня, колхідська клокичка, бук та ін., 20 видів рослин є ендемічними. Мешкають шакал, борсук, лисиця, заєць.
На території заповідника є кратер згаслого вулкана, стоянка людини кам'яної доби, скам'янілі сліди динозаврів. У заповіднику є кілька карстових печер. Найбільша печера Сатаплія була відкрита в 1925 році і має протяжність близько 900 м.

## Галерея

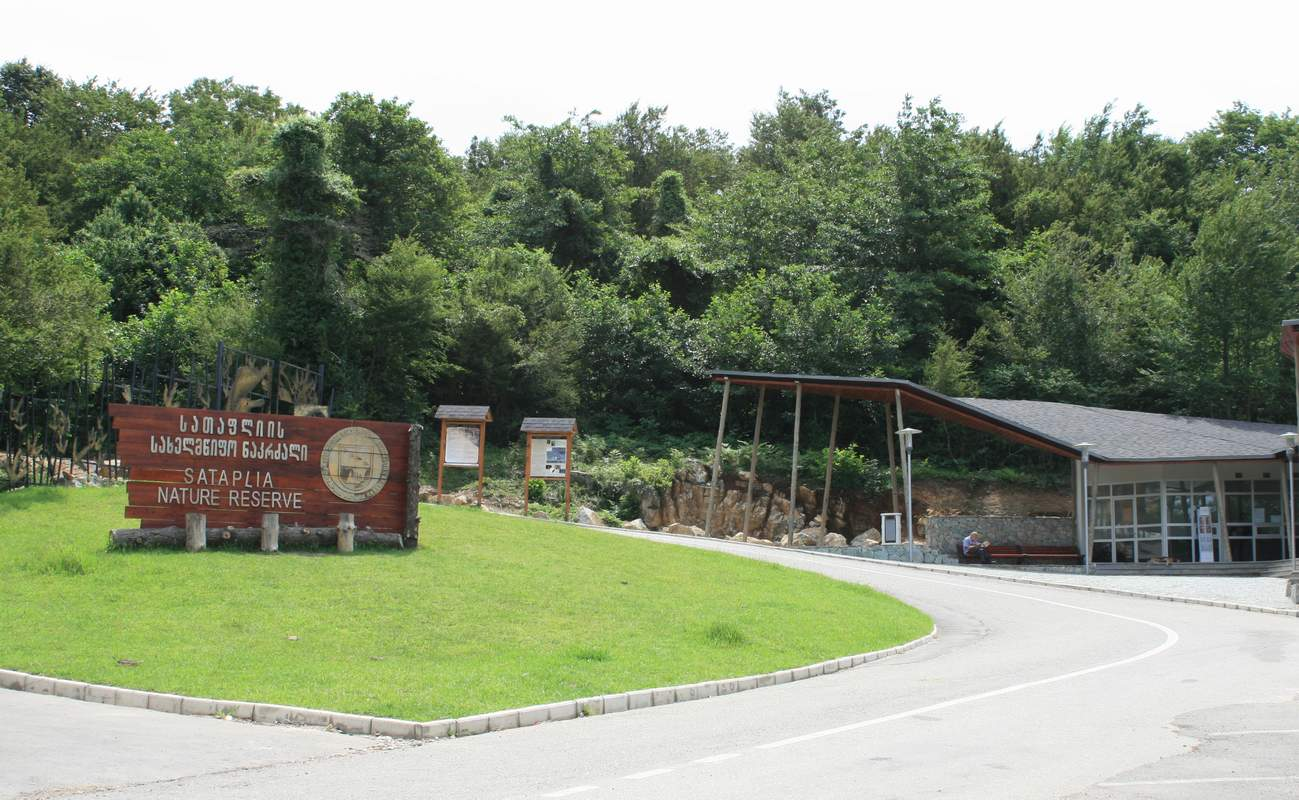
Вхід до заповідника
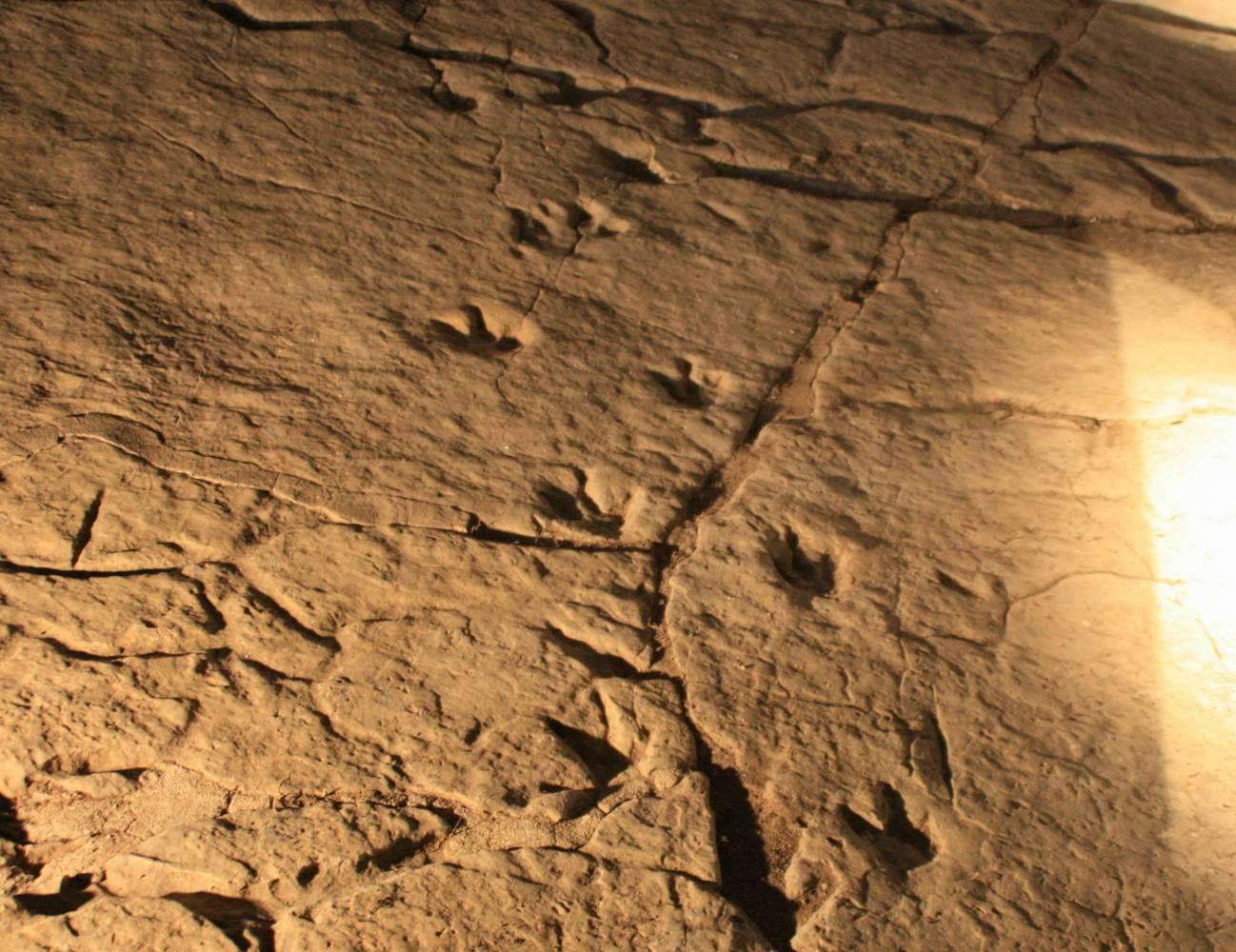
Сліди динозаврів
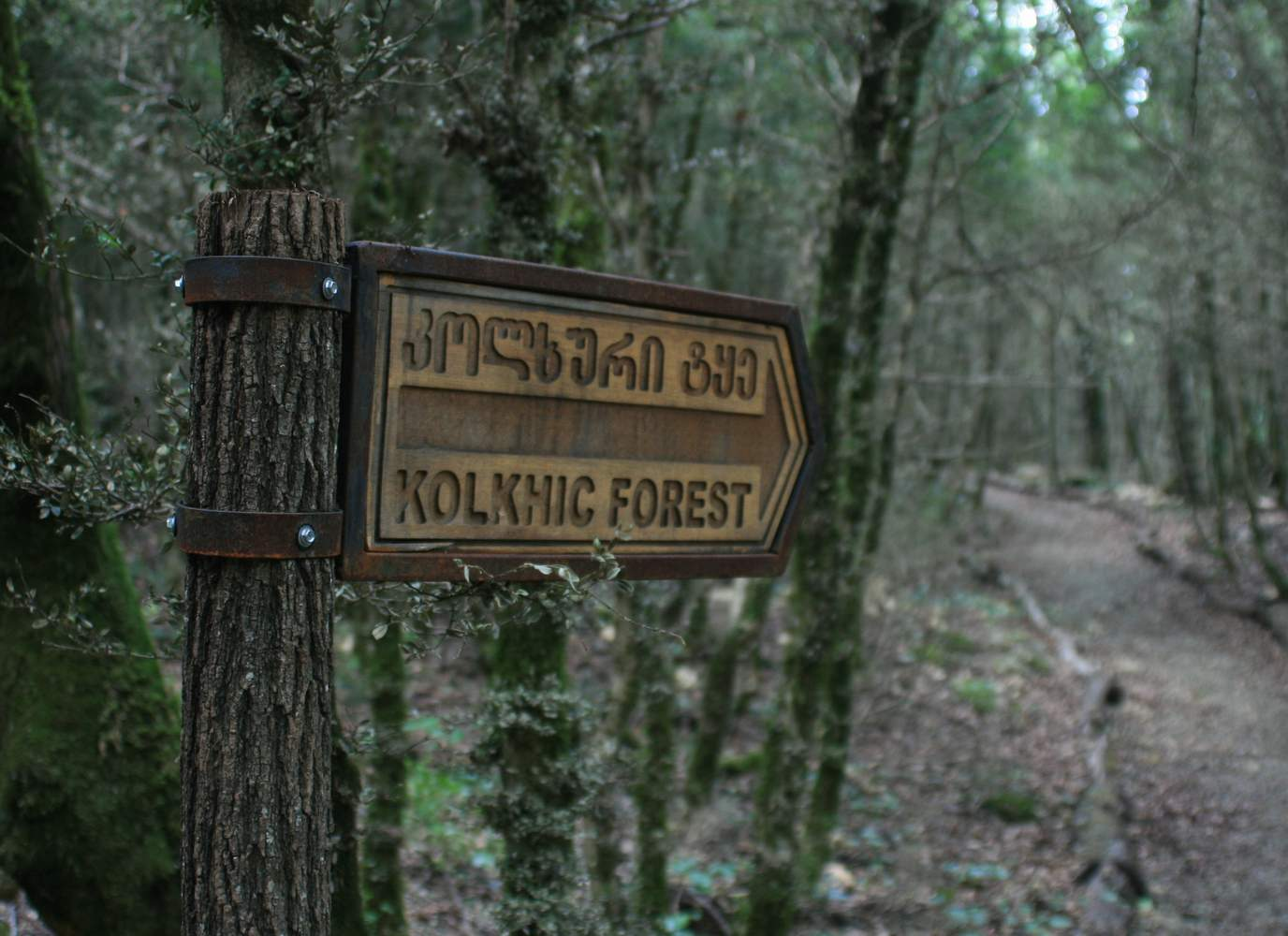
Колхідський ліс
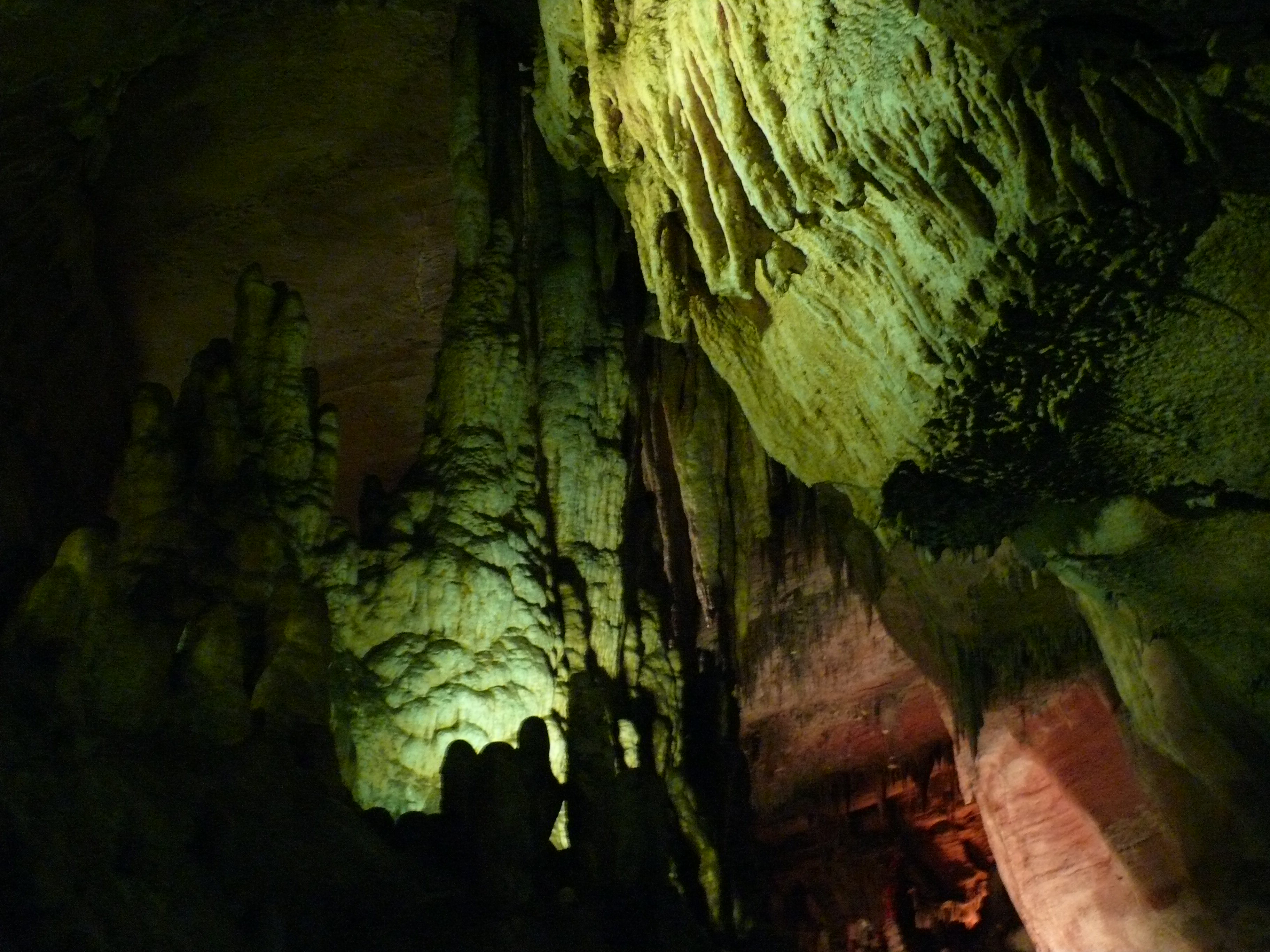
Печера Сатаплія
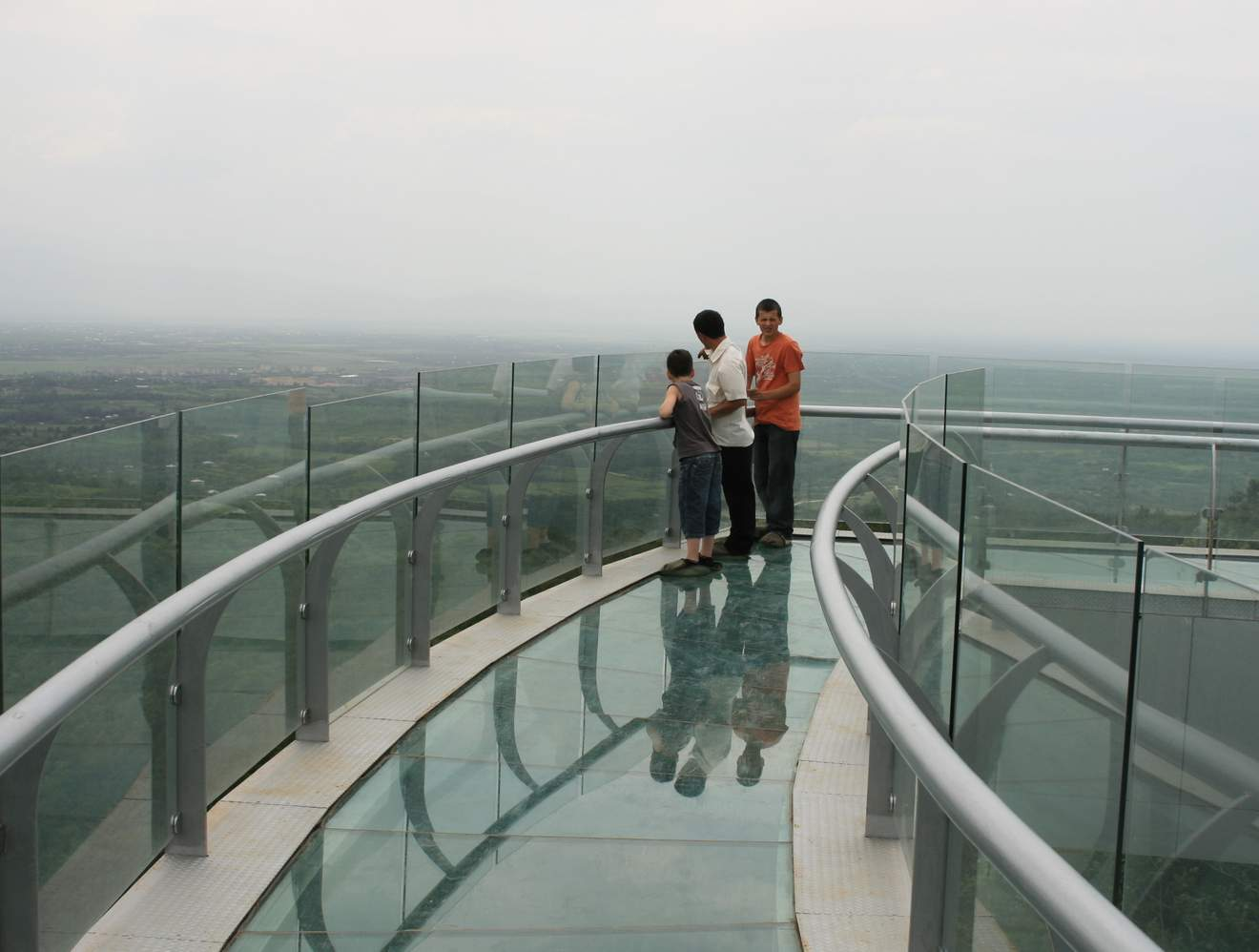
Оглядовий майданчик